# Zbigniew Perkowski (inżynier)
Zbigniew Perkowski (ur. w 1975) – polski inżynier, dr hab. nauk technicznych, profesor nadzwyczajny Katedry Fizyki Materiałów Wydziału Budownictwa i Architektury Politechniki Opolskiej.

## Życiorys
12 listopada 2003 uzyskał doktorat za pracę pt. Termomechanika materiałów kapilarno-porowatych z uszkodzeniami struktury, a 5 lipca 2011 uzyskał stopień doktora habilitowanego nauk technicznych na podstawie rozprawy zatytułowanej Modelowanie mikrouszkodzeń w kruchych materiałach budowlanych z uwzględnieniem zjawisk powierzchniowych. Został zatrudniony na stanowisku profesora nadzwyczajnego w  Katedrze Fizyki Materiałów na  Wydziale Budownictwa i Architektury Politechniki Opolskiej.

## Nagrody
- 2014: prestiżowa nagroda Polskiego Związku Inżynierów i Techników Budownictwa im. prof. Wacława Żenczykowskiego, za osiągnięcia z dziedziny badań teoretycznych i eksperymentalnych nad trwałością porowatych materiałów budowlanych[3]

## Wybrane publikacje
- 2000: Opis odkształcalności betonu z uszkodzeniami[2]
- 2003: Relation between Effective Water Vapour Diffusion Coefficient and Temperature. Part I[2]
- 2003: Relation between Effective Water Vapour Diffusion Coefficient and Temperature. Part II[2]
- 2007: Reciprocal theorem for the elastic-damage problem of mechanics and its application in the damage distribution estimation from displacement measurements[2]
- 2012: Analiza wpływów reologicznych w zespolonym stropie drewniano-żelbetowym[2]
- 2014: Wykorzystanie pomiarów czasów propagacji fal ultradźwiękowych do identyfikacji stref uszkodzonych w elementach żelbetowych[2]